# To the Moon
Pour les articles homonymes, voir To the Moon (homonymie) et Fly Me to the Moon.
To the Moon est le quatrième jeu vidéo du développeur et compositeur canadien Kan Gao et la première production commerciale de son équipe de développement de jeux indépendants, Freebird Games. Sorti le 1er novembre 2011, il s'agit d'un jeu de rôle d'aventure qui utilise le moteur de jeu RPG Maker.
Leur jeu est initialement sorti sur le site web du développeur puis sur plusieurs portails de téléchargement de jeux vidéo. Le 8 septembre 2012, il est disponible sur Steam en versions compatibles avec les systèmes d'exploitation OS X et Linux. Le 7 janvier 2014 il sort avec le Humble Indie Bundle 10. Il a droit à une suite appelée Finding Paradise sortie le 14 décembre 2017 ainsi qu'à Impostor Factory publié le 30 septembre 2021.
To the Moon est nommé pour de nombreuses récompenses et remporte le prix du meilleur jeu vidéo de rôle indépendant de 2011.

## Trame

### Accroche
Les docteurs Eva Rosalene et Neil Watts, qui travaillent pour la société Sigmund Corp., ont un travail très particulier : ils sont chargés de s'introduire dans l'esprit de leur patient pour réaliser leur rêve. En remontant progressivement leurs souvenirs, ils découvrent petit à petit la vie de leur patient et la raison pour laquelle il a émis ce souhait. Après être entrés dans leur enfance, les docteurs peuvent alors injecter le souhait du patient qui le motivera ainsi toute sa vie afin de le pousser à réaliser son rêve, artificiellement. Étant donné la nature lourde de l'opération, qui peut entraîner de graves lésions au cerveau dues au conflit de souvenirs entre les vrais et les artificiels, elle n'est effectuée que sur les patients sur leur lit de mort, à qui il ne reste que très peu de temps à vivre, et qui n'ont jamais pu réaliser leur rêve.
To the Moon raconte la vie de Johnny, qui rêve d'aller sur la Lune. Cependant, il ne sait lui-même pas pourquoi il veut y aller. Au fur et à mesure que les docteurs s'enfoncent dans les souvenirs de la vie mouvementée de Johnny, ils découvrent ses secrets, comme sa mystérieuse et défunte femme River, ainsi que la raison pour laquelle il veut réellement aller sur la Lune.

### Personnages
Les deux personnages contrôlés par le joueur, en alternance, sont les docteurs Neil Watts et Eva Rosalene. Employés par l'entreprise Sigmund Corp., ils sont chargés de réaliser le rêve de leur client, Johnny. Leur personnalité est très différente, Watts étant plutôt léger et porté sur la plaisanterie, tandis que sa collègue est plus sérieuse et le rappelle souvent à l'ordre. Leurs échanges donnent souvent lieux à des petites piques et remarques sarcastiques lancés par l'un et l'autre. Neil fait souvent référence à la culture populaire et aux jeux vidéo, ce qui agace souvent Eva.
Johnny est un vieil homme, arrivé dans les derniers jours de sa vie. Le joueur découvre au fur et à mesure ses souvenirs et les événements qui l'ont marqué, des plus récents aux plus anciens. Il a aimé la série de livres Animorphs étant jeune, et aime beaucoup les olives. Sa mère le surnomme Joey.
River est la femme de Johnny. Elle est décédée avant l'époque où interviennent les docteurs pour réaliser le rêve de Johnny. Dans les souvenirs de Johnny, elle a un comportement parfois étrange et semble avoir une obsession pour les lapins en papier.
Nicolas et Isabelle sont deux amis de Johnny et River, qu'ils ont connu dans leur jeunesse.
Une femme, Lily, aide Johnny au quotidien, elle a deux jeunes enfants. Ils vivent tous les trois dans la maison de Johnny, depuis la mort du mari de Lily.

### Lieux
Une grande partie du jeu se passe dans la maison de Johnny et River. Elle est installée au bord d'une falaise, laquelle est bordée d'un phare. C'est dans une chambre de cette maison que Neil Watts et Eva Rosalene s'occupent de Johnny, sur son lit de mort. Dans l'entrée, on peut voir un piano à queue avec une partition dont le nom est « For River ».
Le phare, nommé Anya par Johnny et River, est situé au bord d'une falaise, derrière la maison. Il a une grande importance dans l'intrigue. Par ailleurs, le joueur apprend que River est fascinée par les phares ; elle lit un livre consacré à ce sujet lors de sa rencontre avec Johnny au lycée.

## Système de jeu
Le jeu est essentiellement narratif, et constitué de nombreux dialogues textuels. Il utilise le moteur de jeu RPG Maker, mais selon Jeuxvideo.com, il ne peut pas être classé en tant que jeu de rôle pour autant, il est en réalité « un jeu d'aventure qui relève toutefois davantage du visual novel que du point'n click. ».
Le joueur peut déplacer son personnage dans le monde du jeu en pointant et cliquant à l'aide de la souris, ou encore avec un clavier ou une manette. Il peut interagir avec les personnages pour déclencher des dialogues, ou se servir de certains objets qui peuvent recéler des indices permettant de mieux comprendre l'intrigue.
Pour remonter dans le passé des souvenirs de Johnny, le joueur doit à de nombreuses reprises explorer les niveaux qui lui sont proposés pour trouver des objets qui constituent des « liens mémoriels ». Une fois ces liens mémoriels récupérés, il doit résoudre un petit casse-tête afin d'activer un « memento », un objet lui permettant de revenir à une époque située plus loin dans le passé. Ces casses-têtes consistent à retourner des tuiles à la manière d'un othello afin de révéler une image du memento. Le joueur peut ensuite l'activer afin de continuer l'aventure.
Vers la fin de To the Moon, une séquence demande au joueur de se défendre et de tirer contre des ennemis l'empêchant de progresser, utilisant momentanément un gameplay assez différent du reste du jeu.
Cependant, le gameplay relativement limité n'est pas le point central du jeu, ce dernier se concentrant plus sur le fait de raconter une histoire que d'offrir une jouabilité intéressante.

## Développement

### Conception
L'histoire de To the Moon a été conçue par Kan Gao, également compositeur et directeur du jeu. Il a déclaré avoir voulu transcrire une histoire écrite plusieurs années auparavant, alors qu'il était au lycée, et qu'il a ensuite voulu la transcrire en une expérience interactive. L'idée de base lui est venue lorsqu'il a rendu visite à son grand-père à l'hôpital, alors qu'il avait dû être opéré pour une maladie cardiaque. Il se demande alors à quoi il penserait s'il était lui-même à sa place, s'il referait certaines choses de sa vie différemment. Selon Kan Gao, cet événement ainsi que d'autres survenus plus tard dans sa vie ont nourri le concept du jeu. Il cite aussi plusieurs films ayant influencé la réalisation du jeu : WALL-E, Eternal Sunshine of the Spotless Mind, Memento, ou encore Là-haut.
Il a déclaré avoir réalisé le jeu en un an et demi, en ayant lui-même écrit l'histoire, la plupart de la musique, et dirigé le jeu. Il précise aussi que grâce au moteur de jeu utilisé (RPG Maker), il n'a pas eu à trop programmer lui-même. Quelques personnes l'ont également aidé, notamment pour la réalisation des graphismes.

### Bande originale
La bande originale a été composée par Kan Gao, ainsi que Laura Shigihara (Plantes contre Zombies) notamment pour la chanson originale Everything's Alright. Elle fait partie des points forts du jeu, selon beaucoup de critiques.
| To the Moon OST | To the Moon OST                                | To the Moon OST                           | To the Moon OST | To the Moon OST | To the Moon OST | To the Moon OST | To the Moon OST | To the Moon OST | To the Moon OST |
| No              | Titre                                          | Auteur                                    | Durée           |                 |                 |                 |                 |                 |                 |
| --------------- | ---------------------------------------------- | ----------------------------------------- | --------------- | --------------- | --------------- | --------------- | --------------- | --------------- | --------------- |
| 1.              | To the Moon - Main Theme                       | Kan Gao                                   | 4:56            |                 |                 |                 |                 |                 |                 |
| 2.              | Between a Squirrel and a Tree                  | Kan Gao                                   | 1:18            |                 |                 |                 |                 |                 |                 |
| 3.              | Spiral of Secrets                              | Kan Gao                                   | 1:06            |                 |                 |                 |                 |                 |                 |
| 4.              | For River - Piano (Sarah & Tommy's Version)    | Kan Gao                                   | 2:58            |                 |                 |                 |                 |                 |                 |
| 5.              | Bestest Detectives in the World                | Kan Gao                                   | 1:15            |                 |                 |                 |                 |                 |                 |
| 6.              | Too Bad So Sad                                 | Kan Gao                                   | 0:08            |                 |                 |                 |                 |                 |                 |
| 7.              | Teddy                                          | Kan Gao                                   | 0:42            |                 |                 |                 |                 |                 |                 |
| 8.              | Uncharted Realms                               | Kan Gao                                   | 1:08            |                 |                 |                 |                 |                 |                 |
| 9.              | Having Lived                                   | Kan Gao                                   | 1:21            |                 |                 |                 |                 |                 |                 |
| 10.             | Moonwisher                                     | Kan Gao                                   | 2:10            |                 |                 |                 |                 |                 |                 |
| 11.             | Born a Stranger                                | Kan Gao                                   | 1:41            |                 |                 |                 |                 |                 |                 |
| 12.             | For River - Piano (Johnny's Version)           | Kan Gao                                   | 1:39            |                 |                 |                 |                 |                 |                 |
| 13.             | Lament of a Stranger                           | Kan Gao                                   | 1:05            |                 |                 |                 |                 |                 |                 |
| 14.             | Everything's Alright (Music Box)               | Laura Shigihara, arrangements par Kan Gao | 0:40            |                 |                 |                 |                 |                 |                 |
| 15.             | Moongazer                                      | Kan Gao                                   | 2:15            |                 |                 |                 |                 |                 |                 |
| 16.             | Anya by the Stars                              | Kan Gao                                   | 2:15            |                 |                 |                 |                 |                 |                 |
| 17.             | Take Me Anywhere                               | Kan Gao                                   | 0:59            |                 |                 |                 |                 |                 |                 |
| 18.             | Warning (AKA best track ever)                  | Kan Gao                                   | 0:09            |                 |                 |                 |                 |                 |                 |
| 19.             | Beta-B                                         | Kan Gao                                   | 1:06            |                 |                 |                 |                 |                 |                 |
| 20.             | World's Smallest Ferris Wheel                  | Kan Gao                                   | 0:35            |                 |                 |                 |                 |                 |                 |
| 21.             | Once Upon a Memory                             | Kan Gao                                   | 2:25            |                 |                 |                 |                 |                 |                 |
| 22.             | Once Upon a Memory (Piano)                     | Kan Gao                                   | 1:35            |                 |                 |                 |                 |                 |                 |
| 23.             | Everything's Alright                           | Laura Shigihara                           | 3:25            |                 |                 |                 |                 |                 |                 |
| 24.             | Everything's Alright (Reprise)                 | Laura Shigihara, arrangements par Kan Gao | 0:58            |                 |                 |                 |                 |                 |                 |
| 25.             | Tomorrow                                       | Kan Gao                                   | 2:10            |                 |                 |                 |                 |                 |                 |
| 26.             | Launch                                         | Kan Gao                                   | 1:57            |                 |                 |                 |                 |                 |                 |
| 27.             | To the Moon - Piano (Ending Version)           | Kan Gao                                   | 5:15            |                 |                 |                 |                 |                 |                 |
| 28.             | Eva's Ringtone                                 | Kan Gao                                   | 0:04            |                 |                 |                 |                 |                 |                 |
| 29.             | Trailer Theme - Part 1                         | Kan Gao                                   | 1:43            |                 |                 |                 |                 |                 |                 |
| 30.             | Trailer Theme - Part 2 (feat. Laura Shigihara) | Kan Gao                                   | 01:49           |                 |                 |                 |                 |                 |                 |
| 31.             | Trailer Theme - Part 2 (Instrumental)          | Kan Gao                                   | 2:00            |                 |                 |                 |                 |                 |                 |
| 32.             | For River - Holiday Edition                    | Kan Gao                                   | 1:01            |                 |                 |                 |                 |                 |                 |
| 33.             | Everything's Alright (Bonus Version)           | Laura Shigihara                           | 3:42            |                 |                 |                 |                 |                 |                 |
| 57:47           |                                                |                                           |                 |                 |                 |                 |                 |                 |                 |

## Accueil

### Critique
Le jeu a été globalement bien accueilli par les critiques, qui ont salué généralement la musique et l'histoire.
Du côté de la presse française, le site Jeuxvideo.com loue une bande-son « magnifique » et un scénario efficace, tout en notant que le gameplay « réduit à sa plus simple expression [...] n'est là que pour maintenir le lien entre l'histoire du soft et le joueur ».

### Récompenses
Le jeu a gagné plusieurs récompenses et nominations, dont :
- La meilleure expérience solo de 2011 par IndieDB[13] ;
- Le meilleur jeu de rôle indépendant de 2011, par RPGFan[14].
- Finaliste de l'IGF en 2012 dans la catégorie « meilleure bande-son », à l'Indie Game Festival[15].

## Suites
Un contenu téléchargeable gratuit est sorti le 31 décembre 2013. Qualifié de « Holiday special », ce « minisode » d'environ vingt minutes se déroule dans les bureaux de Sigmund Corp. et permet d'en savoir plus sur l'entreprise, ainsi que sur les personnages des Dr Rosalene et Watts.
Un deuxième contenu gratuit appelé « Minisode 2 » est disponible à partir de février 2015. Il dure une vingtaine de minutes également et se passe aussi dans les bureaux de la compagnie.
Le jeu A Bird Story, sorti en novembre 2014, se passe dans le même univers que To The Moon. Il se passe avant l'époque de celui-ci, alors que Eva et Neil n'existent pas encore.
La suite de To The Moon s'intitule Finding Paradise et est sortie en décembre 2017. Le patient autour duquel tourne l'intrigue est le personnage principal de A Bird Story, alors un petit garçon.